# Lodewijk Masfranckx
Lodewijk Masfranckx (Sint-Gillis, 2 oktober 1873 - Jette, 17 juni 1958) was een Belgisch verzekeringsmakelaar, activist en lid van de Raad van Vlaanderen

## Levensloop
Nadat hij in 1906 trouwde met Irma Faingnaert (1880-1948), vestigde hij zich in Ganshoren en werd verzekeringsmakelaar in Brussel.
Hij werd betrokken bij allerhande Vlaamsgezinde verenigingen en activiteiten en dit bracht er hem toe tot het activisme toe te treden tijdens de Eerste Wereldoorlog. Hij werd lid in 1915 van de radicale Vereeniging van Vrienden der Vlaamsche Zaak en nadien van de Vlaamsche Landsbond.
In februari 1917 werd hij tot lid benoemd van de Raad van Vlaanderen. Hij was er actief als penningmeester en als lid van de Commissie voor Handel, Bank- en Geldwezen.
In november 1918 vluchtte hij naar Duitsland en trad er in dienst bij de Gladbacher Versicherungsgesellschaft, die hij voordien in België had vertegenwoordigd. Hij werd als vertegenwoordiger van de onderneming naar Zwitserland gestuurd. Van toen af speelde hij geen enkele rol meer in de Vlaamse Beweging. In 1950, nadat zijn vrouw in Genève was overleden, kwam hij weer in België wonen.